# De exenman
De exenman is een single van Herman van Veen. Het is afkomstig van zijn album Sarah.
De exenman gaat over een man, die in elke stad een verhouding met een vrouw had. Na beëindiging bleef de verhouding goed. Op zijn begrafenis kwamen zijn vrouwen dan ook allemaal opdagen. Maar ook voor een van die vrouwen gold hetzelfde, ze was een exenvrouw. het lied is geschreven door Willem Wilmink en Herman van Veen zelf.
Oudje, geschreven door hetzelfde duo, gaat over de teloorgang in de zorg in 1996. Deze oudjes hadden na de Tweede Wereldoorlog het land opgebouwd, werden relatief rijk, maar werden destijds afgescheept met uitgeholde zorg en aandacht ("Dat 't met de verzorgingsstaat niet zoveel langer meer kan duren, Daar wordt al veel over gepraat, door wie ons in Den Haag besturen"). Het lied is geschreven voor politicus Bertus Leerkes, fel bestrijder van die bezuinigingen. Op het album Sarah speelt Edith Leerkes mee, dochter van de politicus
De exenman werd geen hit in Nederland en België.